# Arroyo Sauce (Río de la Plata)
Der Arroyo Sauce ist ein Fluss im Süden Uruguays.
Er entspringt in der Cuchilla del Minuano auf dem Gebiet des Departamentos Colonia im Süden Uruguays nahe der Ruta 1. Von dort fließt er in gewundenem Verlauf in überwiegend südöstliche Richtung und mündet schließlich als linksseitiger Nebenfluss westlich von Juan Lacaze in den Río de la Plata.